# NGC 1584
NGC 1584 è una vasta e lontana galassia lenticolare (o ellittica) situata nella costellazione dell'Eridano, a una distanza di circa 430 milioni di anni luce dalla nostra Via Lattea.

## Scoperta
La galassia è stata scoperta il 17 ottobre 1885 dall'astronomo statunitense Francis Leavenworth.

## Descrizione
La sua posizione e la distanza dalla nostra Via Lattea sono confrontabili con quelle di NGC 1583, che nelle immagini compare nella stessa area di cielo; le due galassie potrebbero essere in interazione gravitazionale tra di loro.